# Univ
『univ』（ユナイブ）は、2001年並びに2002年にカクテルソフトから発売された、Windows用成人向け恋愛シミュレーションゲームソフトである。F&Cのブランド再編に伴い活動休止が決まったカクテルソフト最後の作品と銘打って販売戦略が展開された（カクテルソフトは後、2004年に活動を再開）。2001年5月25日発売の『univ 〜恋・はじまるよっ〜』と2002年5月31日発売の『univ 〜愛・おまたせっ〜』の2種類があり、それぞれが一連のストーリーの前後編にあたる。

## ゲームシステム
本シリーズは、同ブランドの代表作であるPiaキャロットへようこそ!!シリーズのように恋愛アドベンチャーゲームにおけるパラメータの一部が見えるようなタイプの作品とは一線を画した、以下のような特徴を持つ。
- ゲーム中で1日あたり240ポイントを、1ポイントにつき6分として以下の各項目に振り分けていく。
  - 睡 - 睡眠時間。疲労度の減少率に影響する。
  - 学 - 大学で講義を受けるなどの、学業に割く時間。学力に影響し、あまりにも少なすぎる状態でゲームを続けると留年（=その時点でバッドエンド）ということにもなる。
  - 食 - 日常の食事における材料の買い出しや料理などに使う時間。多い方が疲労度の減少率が高く、健康状態も好転しやすい。
  - 洗 - 風呂や部屋の掃除などの身の回りに関する時間。清潔度に影響し、ヒロイン達との会話の時に影響する。
  - 探 - アルバイト先を探すための時間。多く割り振った方が見つかる確率が高い。
  - 遊 - 街角を歩いたりなどに使う時間。ヒロインと出会う確率や、ヒロインとの会話で使う話のネタの入手確率に影響する。
  - このほか、ゲームの進行によっては発見したアルバイトや依頼されたレポート、仲良くなったヒロインとの時間の項目も出現する。
- ヒロインとの会話の際に、自分で持っている話の中から選ぶことで、話を持ちかけたりプレゼントをあげたりする。

## ストーリー
恋、はじまるよっ
基本的に主人公の大学1 - 2年次の話にあたる（進め方によっては4年次までタイムテーブルが進行する）。生川大学を受験した主人公（西村広明）は受験当日に電車を乗り過ごして遅刻しそうになり、同じように遅刻しそうになった斉藤倫子と出会う。無事入学することの出来た主人公は入学式の日に倫子と再会する。その時に知り合った同学科の微、亀田をまじえ、主人公の波乱に満ちた大学生活が始まってゆく。
愛、おまたせっ
主人公の大学3年次以降の話にあたる。憧れの人気研究室、黒井研に入ることが出来た主人公。そこで彼は、黒井教授の研究と、かつてそこに所属していた倫子の兄、そして黒井教授を支援する島津グループとの関係を知ることになる。

## 舞台設定
主人公は情報科学系学科に通っており、ストーリーもOSやネットワークといった情報技術を軸に展開されていくことになる。主人公が通う街は、大学を中心に構成された学園都市であり、また政府の事業指定を受けて一般家庭にまで高速ネットワークが整備された高度情報化都市でもある。
主人公が通う生川大学は架空の学校であり、所在地の生川市も同様である。ただガイドブック中では、製作スタッフが生川市のモデルは名古屋市であると明言している。また製作にあたってもシナリオライターが、作家で名古屋大学助教授の森博嗣の著書を参考にしたと言っていることから、生川大学のモデルも名大であると考えられる。

## 登場キャラクター
キャスト併記については恋編/愛編の順。
西村 広明 （にしむら ひろあき）※名前変更可能
生川大学の学生。大学の近所のアパートで一人暮らしをしながら、波乱に富んだ大学生活を送っていくことになる。
斉藤 倫子 （さいとう りんこ）
声：草柳順子
広明の同級生。亡くなった兄・峻の面影を求め、かつて兄が通っていた生川大学に入ってきた。陸上をやっていて体力はあるが、成績はあまり良くない。
氷室 微 （ひむろ ほのか）
声：山乃音子
広明の同級生。服装や言動が大人びており、同い年にもかかわらずお姉さんのように見える。仲良し4人組のリーダー的存在。
ティナ・ハミルトン
声：原西希京
島津グループの運営する交換留学生制度によってアメリカからやってきた才媛。学生であるが既に一流のハッカーでもあり、企業から研究レポートの提出を依頼されることも。
三好 育 （みよし いく）
声：金田まひる
広明の住むアパートの大家の娘で、管理人。広明よりは二つ年下。やかましくて元気なため、時に翻弄されてしまうことも。
佐伯 玲奈 （さえき れな）
声：関和美
生川大の近くにある女子短大の学生。ミスコンテストで微に敗北したことから、激しいライバル心を燃やすようになる。
島津 一葉（しまづ ひとは）
声：長崎みなみ
島津グループのご令嬢。広明より一つ年下。可憐で純真。箱入り娘として育てられたため、庶民の文化をあまり知らない。
亀田 永利 （かめだ ながとし）
声：近藤夢大/MOMO
広明の同級生で、何かと彼に便宜をはかる。異性からは不人気である。
島津 省吾 （しまづ しょうご）
声：真木将人/高階利嗣
一葉の兄にして、島津グループの後継者。 広明とは同じ大学の同学年。美形・金持ち・成績優秀と3拍子そろい、異性からの人気も高い。
持田 祥子 （もちだ しょうこ）
声：西田こむぎ
玲奈の親友。広明をセレブと勘違いし、接近してくる。
麻生 静佳 （あそう しずか）
声：三園あすか
黒井研究室で助手を務める女性。
平山 典文 （ひらやま のりふみ）
声：雨宮正武
広明と同じ大学の学生であり、何年も留年している。また、「ジョニー平山」の芸名でディスクジョッキーとしても活動している。
黒井 良治 （くろい りょうじ）
声：高階利嗣
生川大教授。島津グループの支援を受けて、資源共有型地域ネットワーク「生川ネットワーク」の運営実験にあたっている。
斉藤 峻 （さいとう　たかし）
倫子の兄。「生川ネットワーク」の中枢を担うシステム「EDEN」を完成させたが、「生川ネットワーク」の運営が開始されたその日に謎の死を遂げる（表向きには「自殺」と発表されている）。

## スタッフ
- シナリオ
  - 恋編：うらわ、草薙こうたろう、せつまさあやこ、MIYA
  - 愛編：綾川久、春菜ななこ、真崎ゆえ、瓦、ILOVEYOUKA
- 原画：松本規之、萌木原ふみたけ
- 音楽：DOORS MUSIC ENTERTAINMENT

## 主題歌
オープニングテーマ「My wish 〜この坂の向こうに〜」
作詞：吉田文 / 作曲：吉田文 / ボーカル：Mayumi
恋編エンディングテーマ「かわらない場所」
作詞：吉田文 / 作曲：吉田文 / ボーカル：Mayumi
愛編エンディングテーマ「日だまりの中で」
作詞：吉田文 / 作曲：吉田文 / ボーカル：Mayumi

## 反響
本作はASCIIが集計した「ソフマップ売り上げランキング（5月21日 - 5月27日調査）」にて2位でランクインした。